# Christine Zunke
Christine Zunke (* 1974 in Lübeck) ist eine deutsche Philosophin.

## Leben
Christine Zunke studierte Philosophie, Deutsche Literaturwissenschaft, Kulturwissenschaft und Kunstwissenschaft in Bremen und Hannover. 2003 schloss sie ihr Studium mit einer Magisterarbeit über die deutschen Stammzellendebatte ab und promovierte 2007 am Philosophischen Seminar der Leibniz-Universität Hannover zum Thema Neurophysiologie und Willensfreiheit. Sie ist Dozentin für Philosophie an der Carl von Ossietzky Universität Oldenburg und Mitbegründerin der Forschungsstelle kritische Naturphilosophie.

## Schwerpunkte
Ihr Forschungsschwerpunkt sind Naturphilosophie und Philosophie der Lebenswissenschaften; ihre Werke beschäftigen sich mit den moralischen, politischen und epistemologischen Implikationen heutiger Naturwissenschaften, wobei hauptsächlich auf den Deutschen Idealismus sowie auf Marx, Adorno und Foucault zurückgegriffen wird.

## Publikationen (Auswahl)
Monographien 
- Kritik der Hirnforschung. Neurophysiologie und Willensfreiheit. Berlin 2008. ISBN 978-3-05-004501-6.
- Das Subjekt der Würde. Kritik der deutschen Stammzellendebatte. Köln 2004. ISBN 3-89438-292-9.

 Herausgeberschaften 
- Die Natur denken. Würzburg 2013. ISBN 978-3-8260-5103-6. (zusammen mit Myriam Gerhard)
- Die Natur des Menschen. Würzburg 2012. ISBN 978-3-8260-4798-5. (zusammen mit Myriam Gerhard)
- Oldenburger Jahrbuch für Philosophie 2010. Oldenburg 2011. ISBN 978-3814222318.
- Wir müssen die Wissenschaft wieder menschlich machen. Aspekte und Perspektiven der Naturphilosophie. Würzburg 2010. ISBN 978-3-8260-4433-5. (zusammen mit Myriam Gerhard)

 Artikel 
- Die Objektivität der Natur. In: Wahrheit und Geschichte. Die gebrochene Tradition metaphysischen Denkens. Würzburg 2012.
- Die Widerspenstigkeit phantastischer Tiere, die es wirklich gibt. In: Hegel Jahrbuch 2004. Berlin 2004.